# Ялтиркулбаш
Ялтиркулба́ш (рос. Ялтыркулбаш, башк. Ялтырҡулбаш) — присілок у складі Буздяцького району Башкортостану, Росія. Входить до складу Кілімовської сільської ради.
Населення — 10 осіб (2010; 13 у 2002).
Національний склад:
- башкири — 92 %